# 高新路街道
高新路街道是中华人民共和国贵州省貴陽市乌当区下辖的一个街道办事处。
2012年8月14日，贵阳市人民政府通知决定撤销49个街道办事处，设立90个社区服务中心。
2020年1月10日，贵阳市人民政府通知决定撤销社区服务中心，恢复设立街道办事处。

## 行政区划
高新路街道下辖以下村级行政区划单位：
大桥社区、春天社区、新添村、新庄村、阿粟村。